# 新比利亞里
46°37′47″N 31°0′4″E / 46.62972°N 31.00111°E

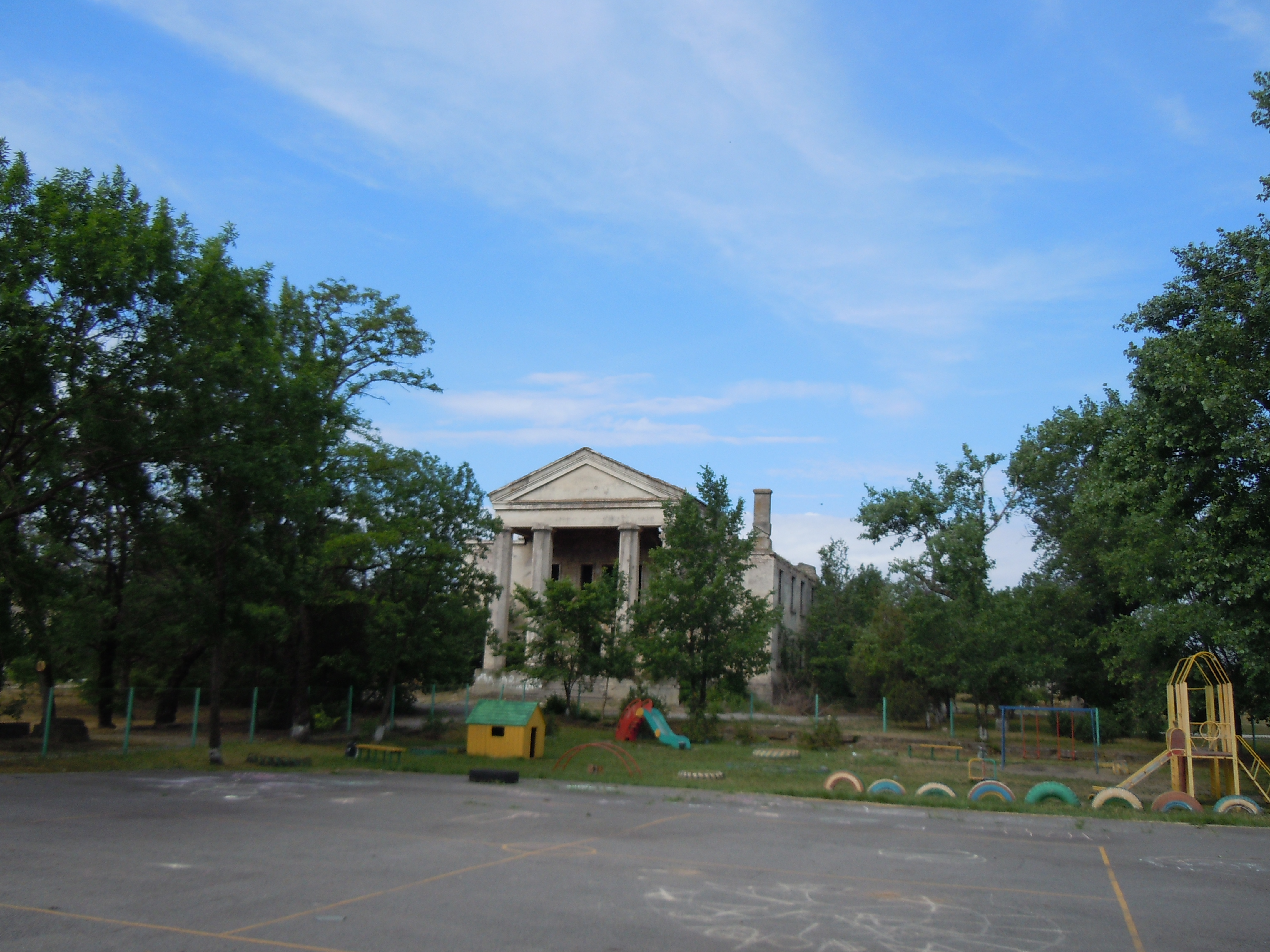

新比利亞里（羅馬化：Novi Biliari）是烏克蘭西南敖德薩州敖德薩區皮夫登內市鎮的鎮，距離多布羅斯拉夫22公里，始建於1946年，面積2.48平方公里，2011年人口478，人口密度每平方公里192.74人。